# Élections cantonales vaudoises de 1962
Les élections cantonales vaudoises ont lieu les 3 mars 1962 et 4 mars 1962 afin de renouveler les 197 membres du Grand Conseil et les 7 membres du Conseil d'État du canton de Vaud.

## Système électoral

### Au Conseil d'État
Les sept sièges du Conseil d'État sont pourvus pour quatre ans au scrutin plurinominal majoritaire à deux tours dans une circonscription électorale unique cantonale. Les électeurs votent pour autant de candidats qu'il y a de sièges à pourvoir, à raison d'une voix pour un candidat. Les candidats ayant obtenu la majorité absolue du nombre de bulletins valables sont déclarés élus. S'il reste des sièges à pourvoir, un second tour est organisé entre les candidats restants, et ceux arrivés en tête sont déclarés élus à raison du nombre de sièges restants à pourvoir.
Les listes sont ouvertes, ce qui signifie que les électeurs ont la possibilité de les modifier en rayant ou ajoutant des noms, d'effectuer un panachage à partir de candidats de listes différentes ou même de composer eux-mêmes leurs listes sur un bulletin vierge.

### Au Grand Conseil
En 1960, et en prévision des élections cantonales de 1962, la loi vaudoise sur l'exercice des droits politiques de 1948 est révisée. Dès lors, le Grand Conseil est élu pour quatre ans au système proportionnel. 197 sièges sont pourvus dans 30 arrondissements électoraux, taillés à l'intérieur des 19 districts en vigueur de 1803 à 2007.

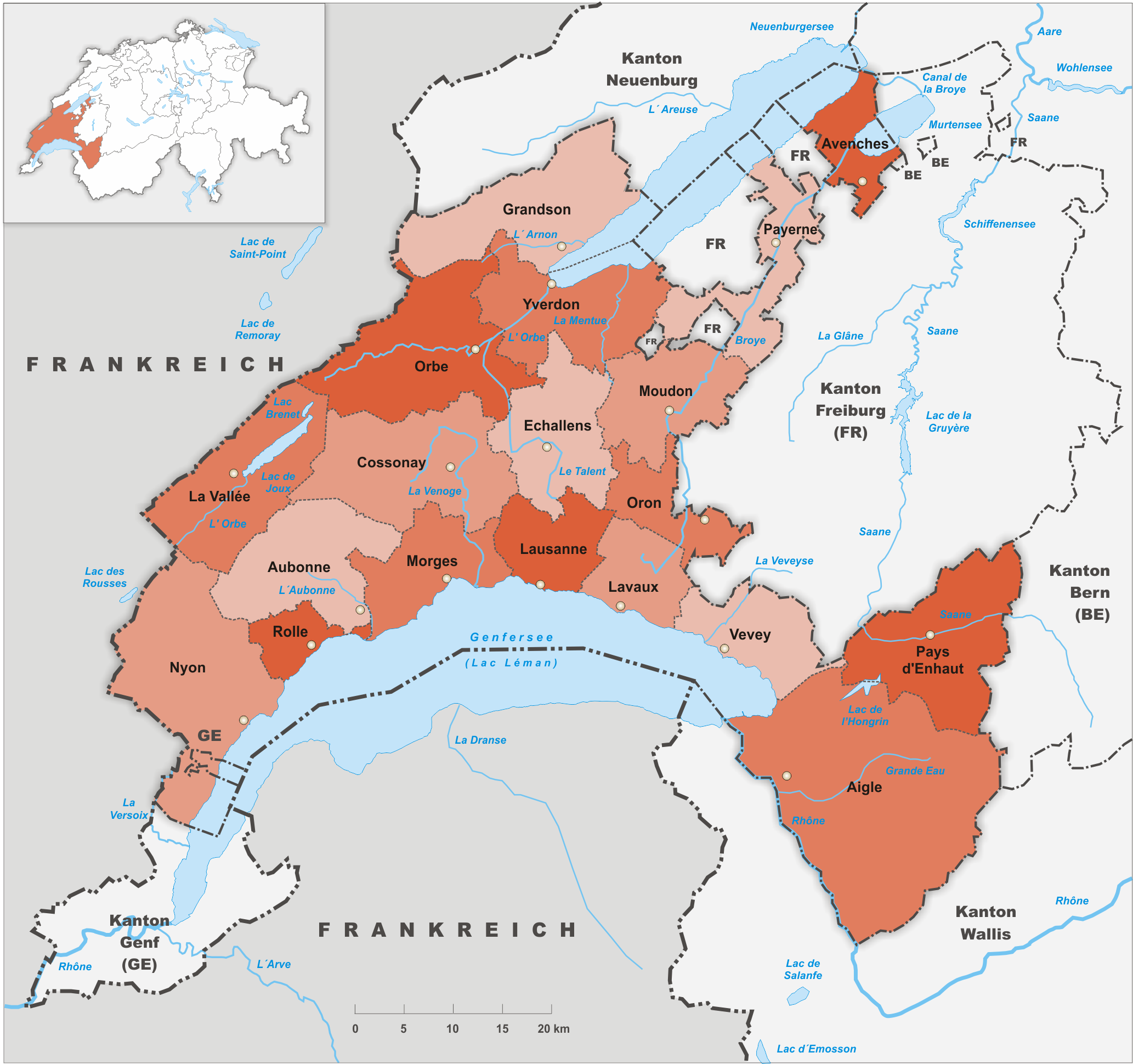
Le canton de Vaud et ses anciens districts.

Les sièges sont répartis par rapport à la population des différentes circonscriptions, avec un minimum de trois sièges par arrondissement :
| Arrondissement   | Sièges | Arrondissement | Sièges |
| ---------------- | ------ | -------------- | ------ |
| Aigle            | 6      | Montreux       | 8      |
| Aubonne          | 4      | Morges         | 6      |
| Avenches         | 3      | Moudon         | 5      |
| Begnins          | 4      | Nyon           | 6      |
| Belmont          | 4      | Orbe           | 5      |
| Bex              | 6      | Oron           | 3      |
| Cossonay         | 3      | Payerne        | 6      |
| Échallens        | 4      | Pays-d'Enhaut  | 3      |
| Écublens         | 6      | Pully          | 7      |
| Grandson         | 3      | Rolle          | 4      |
| La Sarraz        | 3      | Romanel        | 11     |
| La Tour-de-Peilz | 7      | Sainte-Croix   | 4      |
| Lausanne         | 50     | Vallorbe       | 3      |
| La Vallée        | 4      | Vevey          | 7      |
| Lavaux           | 6      | Yverdon        | 7      |
| Total            | 197    | 197            | 197    |

## Résultats

### Au Conseil d'État
| Candidats    | Candidats           | Partis       | Premier tour | Premier tour | Second tour     | Second tour     |
| Candidats    | Candidats           | Partis       | Voix         | %            | Voix            | %               |
| ------------ | ------------------- | ------------ | ------------ | ------------ | --------------- | --------------- |
|              | Pierre Schumacher   | RAD          | 47 788       | 43,23        | Élection tacite | Élection tacite |
|              | Pierre Oguey        | RAD          | 46 751       | 42,30        | Élection tacite | Élection tacite |
|              | Édouard Debétaz     | RAD          | 45 577       | 41,23        | Élection tacite | Élection tacite |
|              | Marc-Henri Ravussin | PAI          | 43 612       | 39,46        | Élection tacite | Élection tacite |
|              | Pierre Graber       | SOC          | 36 645       | 33,15        | Élection tacite | Élection tacite |
|              | Charles Sollberger  | SOC          | 35 864       | 32,47        | Retrait         | Retrait         |
|              | Louis Guisan        | LIB          | 34 140       | 30,89        | Élection tacite | Élection tacite |
|              | René Villard        | SOC          | 33 132       | 29,97        | Élection tacite | Élection tacite |
|              | Claude Pahud        | LIB          | 30 362       | 27,47        | Retrait         | Retrait         |
|              | Armand Forel        | POP          | 10 614       | 9,60         | Retrait         | Retrait         |
| Voix éparses | Voix éparses        | Voix éparses | 484          | 0,44         |                 |                 |
|              |                     |              |              |              |                 |                 |
| Total        | Total               | Total        | 110 533      | 43,00        |                 |                 |

### Au Grand Conseil
| Parti | Parti                                       | Sigle        | Voix    | %     | +/- | Sièges | +/-           |
| ----- | ------------------------------------------- | ------------ | ------- | ----- | --- | ------ | ------------- |
|       | Parti radical                               | RAD          | 34 785  | 31,47 |     | 76     | 16            |
|       | Parti socialiste                            | SOC          | 29 061  | 26,29 |     | 46     | 2             |
|       | Parti libéral                               | LIB          | 23 189  | 20,98 |     | 41     | 7             |
|       | Parti des paysans, artisans et indépendants | PAI          | 9 611   | 8,70  |     | 15     | 3             |
|       | Parti ouvrier et populaire                  | POP          | 7 444   | 6,74  |     | 10     | en stagnation |
|       | Parti chrétien-social                       | PCS          | 4 301   | 3,89  |     | 6      | 1             |
|       | Parti jeune-radical                         | PJR          | 1 745   | 1,58  |     | 1      | 5             |
|       | Indépendants                                | Indépendants | 397     | 0,36  |     | 2      | en stagnation |
|       |                                             |              |         |       |     |        |               |
| Total | Total                                       | Total        | 110 533 | 42,00 |     | 197    | 14            |

## Première élection ouverte aux femmes
Ces élections sont les premières ouvertes aux femmes sur le plan cantonal à la suite des votations du 1er février 1959. Sur 197 membres, 13 femmes sont élues au Grand Conseil. La ville de Lausanne, à elle seule, en désigne 8. Parmi elles, il y a 5 libérales, 3 radicales, 3 socialistes, 1 popiste, 1 jeune radicale,. Lors de ces élections, 598 candidats s'étaient présentés, dont 60 femmes ont été portées sur les différentes listes des partis. Le journal de Femmes suisses et le Mouvement féministe : organe officiel des informations de l'Alliance de Sociétés Féminines Suisses, a donné les noms des candidates dans son bulletin de février 1962, no 16. 
Sur les 19 districts du canton de Vaud à cette époque, seuls trois districts avaient des arrondissements représentés par des femmes après les élections : district de Lausanne, district de Nyon, district de Vevey, et 5 districts étaient habités par des femmes élues : district de Lausanne, district de Nyon, district de Vevey, district de Morges, district de Lavaux, dans huit communes sur 375, toutes à proximité du lac Léman.
| Nom et prénom                | Profession         | Domicile | Arrondissement | Année de naissance | Groupe politique |
| ---------------------------- | ------------------ | -------- | -------------- | ------------------ | ---------------- |
| Biaudet-Hedinger Elisabeth   | Médecin            | Chexbres | Lausanne       | 1910               | Libérale         |
| Cardis Olga                  | Médecin            | Lausanne | Lausanne       | 1908               | Radicale         |
| Carrard-Godall Erica         | Professeur         | Cully    | Lausanne       | 1912               | Libérale         |
| Damond Gabrielle             | Secrétaire         | Nyon     | Nyon           | 1921               | Socialiste       |
| Demierre Lise                | Assistante sociale | Pully    | Lausanne       | 1928               | Libérale         |
| Fonjallaz-Meylan Madeleine   | Maîtresse maison   | Prilly   | Romanel        | 1925               | Libérale         |
| Merz-Bichsel Blanche         | Journaliste        | Vevey    | Vevey          | 1919               | Radicale         |
| Miéville-Cordone Marceline   | Médecin-dentiste   | Lausanne | Lausanne       | 1921               | POP              |
| Pérusset Suzanne             | Reporter           | Morges   | Lausanne       | 1918               | Socialiste       |
| Rosselet-Huguenin Gabrielle  | Médecin            | Pully    | Pully          | 1924               | Libérale         |
| Trépey-Lavanchy Marie-Louise | Journaliste        | Pully    | Pully          | 1913               | Radicale         |
| Viret Lili                   | Assistante sociale | Lausanne | Lausanne       | 1905               | Radicale         |
| Zum Brunn Emilie             | Professeur         | Lausanne | Lausanne       | 1922               | Socialiste       |

En cours de législature, deux femmes succèdent à deux députés. Le bureau électoral de l'arrondissement de Lausanne, réuni le 10 mars 1964, proclamait élu député du Grand Conseil en remplacement de M. Jaccottet, le premier des viennent ensuite de la liste libérale : Mme Simone Chavan-Bahon, originaire de Lutry, domiciliée à Lausanne. Pour succéder à M. Rouille, le bureau électoral de l'arrondissement d'Avenches, en sa séance du 3 avril 1964, proclamait élu député le premier suppléant de la liste radicale : Mme Juliette Hédiguer-Piquilloud, originaire de Montherod, domiciliée à Avenches. 
Gabrielle Ethenoz-Damond a été interviewé pour Plans-Fixes en octobre 2000, où elle revient notamment sur son élection. Elle avait déjà été la première femme élue en 1960 dans le conseil communal de Nyon où son père ne voulait plus se représenter. Elle y siège ensuite pendant 56 ans sans interruption. Elle déclare à ce sujet : « À cette première élection j'étais bien sortie, et les collègues du parti ont dit, si elle est bien sortie elle va nous tirer un petit peu notre liste au Grand Conseil. Seulement c'est moi qui suis sortie. Ce qui n'était pas prévu au programme ». Elle précise qu'il y en a qui n'étaient pas contents du tout, mais que cela ne l'a pas gênée. Elle était élue et elle ne voyait pas pourquoi elle laisserait sa place à quelqu'un d'autre. Elle reste ensuite 17 ans au Grand Conseil, où elle déclare être la première femme à la commission des routes, et la première femme au bureau du Grand Conseil. Elle décède le 23 décembre 2017,. 
Miéville-Cordone Marceline siège au Grand Conseil de 1962 à 1969. Elle fut la première femme en Suisse à se présenter au Conseil des États lors des élections fédérales suisses de 1959. Sa candidature suscita un intérêt médiatique dans toute la Suisse et jusqu’à l’étranger. Créditée de 15% des voix (17 643 suffrages), elle fit un score honorable, réunissant quelques milliers de voix au-delà des forces électorales de son parti. Relevant du droit cantonal, l’élection au Conseil des États était en effet ouverte aux Vaudoises depuis l’introduction dans la constitution cantonale de 1959 du droit de vote et d’éligibilité des femmes (article 23). Les femmes  durent par contre attendre 1971 pour pouvoir participer aux élections au Conseil national.
Demierre Lise, née en 1928 et réélue en 1966, meurt le 12 avril 1967 des suites d'une maladie. Elle n'a pu prêter serment le 14 avril 1966, mais prête serment le 13 février 1967. Le bureau du Grand Conseil lui avait proposé de se déplacer dans son lieu d'hospitalisation en 1966 mais elle avait refusé. Au sein du Grand Conseil elle a fait partie de nombreuses commissions, notamment de celles qui ont examiné la loi traitant de l'assistance judiciaire, la loi sur la police des établissements publics et la vente des boissons alcooliques, la loi sur le Tribunal des assurances, la loi sur l'organisation judiciaire et de celle qui concerne la juridiction pénale des mineurs. En dehors du Grand Conseil elle est nommée directrice de la Société vaudoise de patronage des détenus libérés depuis le 1er janvier 1965, succédant à Henri Anselmier appelé au poste de directeur des établissements de la plaine de l'Orbe,. Lors de sa prise de fonction de cette charge de directrice, elle explique dans les journaux du 5 janvier 1965, le travail qu'elle effectue dans cette société depuis quatre ans, après avoir fait l'école sociale de Genève et travaillé à la Fraternité de Saint-Martin,. Durant l'année 1965, la Société vaudoise de patronage s'est occupée de 1 582 cas
Merz-Bichsel Blanche après être réélue en 1966, démissionne en avril 1969. Elle meurt le 1er janvier 2002. Merz-Bichsel Blanche s'est investie pour la régularisation des naissances en Suisse et à l'étranger, et avait notamment contribué à la création du premier Centre de planning familial vaudois,. L’ouverture du premier centre de planning familial vaudois, appelé Centre Médico-Social de Pro Familia (CMSPF), ligue vaudoise pour la protection de la famille, a eu lieu en 1967 à Lausanne. Elle fait suite au rapport sur la motion Merz, adopté à l’unanimité en février 1965 par le Grand Conseil. Le 1er mars 1966 elle intervient dans le journal Nouvelle revue de Lausanne à ce sujet et indique qu'environ 60 000 avortements sont estimés en Suisse. L'avortement en Suisse n'est licite que depuis juin 2002. Merz-Bichsel Blanche est également le sujet d'un film Plans-Fixes en août 2000.
Pérusset Suzanne dépose en novembre 1962 une motion pour recruter des aides familiales. Lors des élections de 1966 elle décide de ne pas se représenter, principalement par manque d'assimilation des problèmes financiers. Suzanne Pérusset, originaire de Baulmes et d'Aubonne, après des études de musique au Conservatoire de Lausanne, effectue la plus grande partie de sa carrière à la Radio suisse romande dès le milieu des années 40 dans le domaine culturel, après un passage à la BBC et à la RTF. Elle meurt le 28 avril 1982 à Morges,.